# Velha Aliança

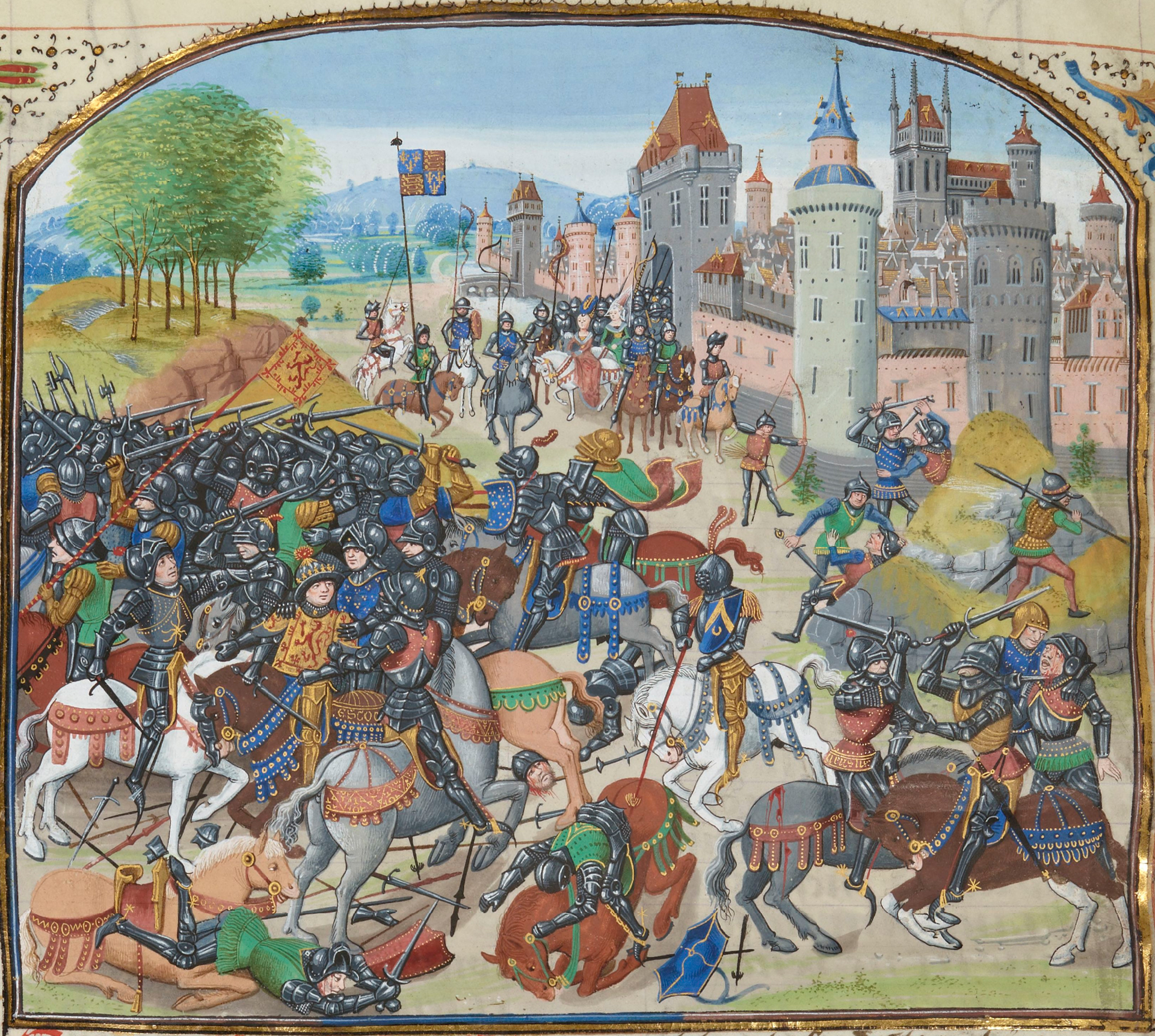
Batalha de Neville Cross

A Auld Alliance (em francês:  Vieille Alliance; em gaélico escocês:  An Seann-chaidreachas, em português:  Velha Aliança) foi uma aliança feita em 1295 entre os reinos da Escócia e da França contra a Inglaterra. A palavra escocesa auld, que significa velho, tornou-se um termo parcialmente afetuoso para a associação duradoura entre os dois países. Embora a aliança nunca tenha sido revogada formalmente, alguns consideram que ela terminou com a assinatura do Tratado de Edimburgo em 1560.
A aliança desempenhou um papel significativo nas relações entre a Escócia, a França e a Inglaterra durante aqueles 265 anos. A aliança foi renovada por todos os monarcas franceses e escoceses daquele período, exceto Luís XI. No final do século XIV, a renovação ocorreu independentemente de qualquer reino estar em guerra com a Inglaterra na época.
A aliança começou com o tratado assinado por João Baliol e Filipe, o Justo da França em 1295 contra Eduardo I da Inglaterra. Os termos do tratado estipulavam que se um dos países fosse atacado pela Inglaterra, o outro país invadiria o território inglês. A Batalha de Flodden de 1513, onde os escoceses invadiram a Inglaterra em resposta à campanha inglesa contra a França, foi uma dessas ocasiões. Tomás Randolfo, Conde de Moray, negociou a renovação da aliança em 1326. A aliança desempenhou um papel importante nas Guerras de Independência da Escócia, na Guerra dos Cem Anos, na Guerra da Liga de Cambrai e na Guerra do Cortejo Rude.